# ادویه (فیلم)

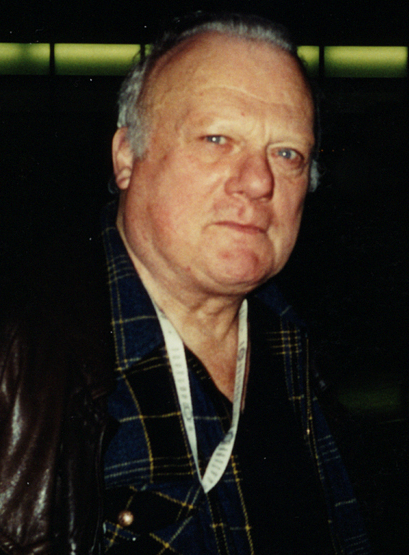
فیلیپ نائون

کارنه (انگلیسی: Carne) فیلمی در ژانر درام به کارگردانی گاسپر نوئه است که در سال ۱۹۹۱ منتشر شد. از بازیگران آن می‌توان به فیلیپ نائون اشاره کرد. منظور از اسم (Carne) یک نوع گوشت از اسب هست که در فرانسه یافت میشود.